# 김은조
김은조(1963년 ~ )는 대한민국의 출판, 편집인이다. 1999년부터 2004년까지 세계적인 여행잡지 <Travel+Leisure>의 한국판 편집장을 역임하였고 2005년부터는 대한민국 최초의 맛집 평가서 <블루리본서베이>의 편집장을 맡고 있다.

## 학력
- 서울대학교 심리학과 졸업
- 홍익대학교 산업미술대학원 석사, 광고디자인 전공

## 저서
- 서울에서 할 수 있는 867가지(비알미디어), 2013
- 디저트 인 서울(비알미디어), 2014

## 역서
- 디지털이미지론(The Reconfigured Eye, William Mitchel, MIT Press), 1997
- 세기의 쉐프, 세기의 레스토랑(Don't Try This at Home, Bloomsbury USA), 2008
- 내가 요리에 처음 눈뜬 순간(How I Learned to Cook, Bloomsbury USA), 2009
- 파인다이닝의 모든 것(공역)(The Mere Mortal’s Guide to Fine Dining, Broadway books), 2009
- 이탈리아를 이해하는 열 가지 요리(10皿でわかるイタリア料理, 日本經濟新聞出版社), 2015
- 파인다이닝의 첫걸음 개정판(공역)(The Mere Mortal’s Guide to Fine Dining, Broadway books), 2017
- 맛있는 음식글 쓰기(Will Write for Food, Lifelong Books), 2017